# Place Coluche
Place Coluche är ett torg i Paris, beläget på gränsen mellan 13:e och 14:e arrondissementet.
Torget är uppkallat efter den franske komikern och skådespelaren Coluche (1944–1986). Det invigdes den 29 oktober 2006 av Paris dåvarande borgmästare Bertrand Delanoë och dåvarande borgmästarna för 13:e respektive 14:e arrondissementet, Serge Blisko och Pierre Castagnou.